# Павловское (Рязанская область)
Павловское — село в Милославском районе Рязанской области, входит в состав Павловского сельского поселения. 

## География
Село расположено в 2 км на юго-восток от центра поселения посёлка Совхоз «Большевик» и в 21 км на северо-запад от райцентра Милославское.

## История
В качестве урочища Чёрный Курган оно упоминается в начале XVII столетия, а Павловским названо, по народному преданию, по имени монаха Павла, бывшего управителем в Чёрных Курганах, когда село принадлежало к числу архиерейских вотчин. В окладной книге 1676 года оно именуется «новоселебным селом», принадлежавшем к числу «домовых вотчин». О находившейся в том селе церкви замечено, что она обложена данью в 1690 году, при ней состояло церковной пашни 20 четвертей в поле, сенных покосов на 40 копен, а в приходе показано 120 дворов, в числе коих упоминается двор преосвященного митрополита, в котором жил приказчик. В досмотре от 29 мая 1714 года в с. Павловском показано только 28 дворов, со включением в то число 3 дворов причта. Под 1734 годом число приходских дворов значится такое же, какое показано и в XVII столетии. В описи архиерейского дома и принадлежащих к нему вотчин за 1739 год в сёлах Павловском и Озерках показано 76 дворов, в коих было 304 души. Вместо деревянной церкви, сгоревшей в 1810 году, в 1811 году по благословенной грамоте, данной архиепископом Рязанским Феофилактом начато строительство каменной Архангельской церкви с приделом Никольским. Школа в Чёрных Курганах была открыта в 1861 году местным священником, который был в ней и наставником. С переходом школы в заведование земства средств к поддержке её не было дано, и она была закрыта. 
В XIX — начале XX века село входило в состав Чернавской волости Скопинского уезда Рязанской губернии. В 1906 году в селе было 319 дворов.
С 1929 года село являлось центром Павловского сельсовета Чернавского района Рязанского округа Московской области, с 1937 года — в составе Рязанской области, с 1959 года — в составе Милославского района, с 2005 года — в составе Павловского сельского поселения.

## Население
| 1859 | 1897  | 1906  | 2010 |
| ---- | ----- | ----- | ---- |
| 1034 | ↗1831 | ↗2146 | ↘25  |

## Достопримечательности
В селе расположена полуразрушенная Архангельская церковь (1811). 